# Charles Webster (musicista)
Charles Webster, noto anche con lo pseudonimo di Presence, Furry Phreaks o Love From San Francisco (Matlock, ...), è un musicista e produttore discografico britannico.
Durante la sua carriera, Webster si è specializzato nella musica house, nel downtempo, nel jazz e in molti altri generi, e ha collaborato con molti artisti. Ha anche fondato diverse etichette discografiche, ovvero la Miso (l'unica che gestisce tuttora), la Remote e la Love From San Francisco.

## Biografia

### Primi anni
Nato a Matlock intorno al 1965, Charles Webster crebbe nell'area di Peak District. Suo padre era un artista e sua madre, secondo le parole del musicista, "faceva quel che si sentiva di fare a seconda dei casi". L'artista dichiarò di essersi fatto influenzare dagli artisti della collezione di dischi dei suoi genitori, e che avrebbe deciso di diventare un musicista quando essa iniziò a contenere album dei Kraftwerk. Webster iniziò a suonare la chitarra, il sintetizzatore e la drum machine all'età di tredici anni e, dopo essersi trasferito a Derby per studiare arte, lavorò in un ristorante, entrò a far parte di gruppi musicali come i Mile High Club, e iniziò ad esibirsi nel locale Garage Club.

### Carriera
Webster lavorò in qualità di ingegnere del suono presso gli studi di Square Dance a Derby per conto di artisti statunitensi come Juan Atkins, Derrick May e Kevin Saunderson prima che si trasferisse a San Francisco nel 1992. Qui Webster fondò l'etichetta Love From San Francisco, per la quale incise alcuni i suoi primi dischi, e venne scritturato da altre case discografiche americane.
Tornato nel Regno Unito nel 1996, Webster fondò la Remote e, nel 1999, pubblicò il suo primo album in studio All Systems Gone. L'album, attribuito a Presence, venne registrato al fianco di Shara Nelson e Sara Jay dei Massive Attack e Steve Edwards, contiene tre singoli (Sense of Danger, un duetto con Nelson, Future Love e Better Day) e venne definito dallo stesso Webster "una raccolta di canzoni da ascoltare nei club e a casa". Il disco ricevette il plauso della critica e della stampa specializzata, ottenendo un punteggio pari a 11/10 dalla rivista DJ e venne definito da AllMusic "forse il primo classico del ventunesimo secolo".
Born on the 24th of July (2001) venne registrato per un periodo di 18 mesi tra il 1999 e il 2000, e presenta contributi di Terra Deva e Sara Jay. Alla fine del 2003 uscì Remixed On The 24th Of July, contenente i remix di Born on the 24th of July realizzati dagli artisti della Peacefrog. Durante gli anni seguenti, Webster produsse musica per altri artisti, partecipò a delle tournée e pubblicò alcune compilation. Nel 2013 uscì No Lucky Days una collaborazione fra Webster e Pete Wright che vira in direzione del jazz. Dopo essersi trasferito in Sudafrica, Webster pubblicò Decision Time (2020), a cui collaborarono Shara Nelson, Thandi Draai, Sio, Sipho Mabuse e Ingrid Chavez.

## Discografia parziale

### Come Charles Webster

#### Album
- 2001 – Born on the 24th of July
- 2013 – No Lucky Days (con Peter Wraight) (come Webster Wraight Ensemble)
- 2020 – Decision Time

#### Extended play e singoli
- 1996 – Random House Vol. 1 (con Paul K. Joyce)
- 2000 – Your Life (con Mark Sheridan e Sara Jay)
- 2001  – I Understand You (con Delroy St. Joseph)
- 2002 – It's Not What It Was
- 2002 – Ready (con Terra Deva)
- 2011 – I Am The Sun (con Cathy Battistessa)
- 2011 – Fight For Freedom (con Thandi Draai)
- 2012 – Be Yourself (con Diviniti)
- 2012 – Lonely (con Diviniti)
- 2012 – Learning to Love Me (con Diviniti)
- 2012 – Give Me More (con Shana Halligan)
- 2012 – Our Jewel (con January Tuesday)
- 2014 – Searching for my life

#### Album compilation
- 2005 – What's Phat Pussy Cat 4
- 2007 – Defected Presents Charles Webster
- 2008 – Coast 2 Coast
- 2010 – Strictly Rhythms Vol. 4
- 2010 – Pioneers of House: Charles Webster
- 2011 – Studio Soul
- 2013 – House Masters Charles Webster

#### Album di remix
- 2003 – Remixed on the 24th of July

### Come Presence

#### Album
- 1999 – All Systems Gone

#### Extended play e singoli
- 1995 – My Baby
- 1996 – The Spectrum EP
- 1996 – The Strength
- 1996 – Unreleased Stuff Vol. 1/2
- 1997 – Better Day (con Steve Edwards)
- 1997 – Remixes
- 1998 – White Powder EP
- 1998 – Sense of Danger (con Shara Nelson)
- 1999 – Future Love (con Steve Edwards)

### Come Furry Phreaks

#### Extended play e singoli
- 1994 – Gonna Find a Way
- 1995 – Want Me Like Water (con Terra Deva)
- 1996 – Soothe (con Terra Deva)
- 1997 – Remixes
- 2001 – Want Me Like Water 2001 (con Terra Deva)
- 2005 – Mixed Messages EP
- 2007 – All Over the World (con Terra Deva)

### Come DJ Profile

#### Extended play e singoli
- 1997 – The EP
- 1998 – Prove It
- 1998 – Unreleased Stuff Vol. 3/4
- 2000 – Simpletone EP

### Come Sine

#### Extended play e singoli
- 1992 – Deep Anxiety EP (con Sara Jay)
- 1992 – I Like It Deep
- 1993 – Round and Round (con Sara Jay)

### Come Love From San Francisco

#### Extended play e singoli
- 1994 – Keep Rockin
- 1996 – The Florida Fantasy E.P